# António Costa
António Luís Santos da Costa, portugalski pravnik in politik, * 17. julij 1961, Lizbona.
Je član portugalske Socialistične stranke, ki jo je vodil od leta 2014 do 2024. Je nekdanji minister za pravosodje (1999–2002), minister za notranjo upravo (2005–2007), župan Lizbone (2007–2015) in predsednik vlade Portugalske (2015–2024). Z devetimi leti na funkciji predsednika vlade je politik z najdaljšim stažem na vladnih funkcijah v portugalski demokraciji in najdaljši med vsemi državnimi voditelji na Iberskem polotoku v 21. stoletju. Potem ko je odstopil s položaja zaradi suma korupcije, ga je po predčasnih volitvah 2. aprila 2024 nasledil Luís Montenegro.
Od 1. decembra 2024 je predsednik Evropskega sveta.

## Mladost
Costa se je rodil leta 1961 v Lizboni pisatelju Orlandu da Costi in novinarki Marii Antónii Palla. Je portugalskega in goanskega porekla. V Goi je Costa ljubkovalno znan kot Babuš, kar v konkanščini pomeni mlado ljubljeno osebo.
V osemdesetih letih je diplomiral na pravni fakulteti Univerze v Lizboni, takrat je tudi prvič vstopil v politiko in bil izvoljen kot poslanec socialistov v občinski svet. Leta 1987 je odslužil obvezni vojaški rok in se od leta 1988 nekaj časa ukvarjal s pravom. Kasneje je v politiko vstopil tudi profesionalno.

## Politika
Leta 1975, pri štirinajstih letih, se je pridružil Socialistični mladini. Na lokalnih volitvah leta 1982 je bil izvoljen za člana mestnega sveta v Lizboni, nato pa ponovno izvoljen v letih 1985 in 1989. Na parlamentarnih volitvah leta 1991 je bil Costa izvoljen za poslanca republiške skupščine iz lizbonskega okrožja.
Na lokalnih volitvah leta 1993 je bil županski kandidat za občino Loures, predmestje Lizbone. V volilni kampanji je pritegnil pozornost s promocijo dirke med ferrarijem in oslom, da bi opozoril na težave z infrastrukturo in prevozom do Lizbone ter na potrebo po boljših cestah in podzemni povezavi z Louresom. Župansko tekmo je za las, z rezultatom 35 proti 34 odstotkov, izgubil proti kandidatu Enotne demokratične koalicije (CDU).
Na predsedniških volitvah leta 1996 je bil vodja kampanje Jorgeja Sampaia, ki je bil nato tudi izvoljen za predsednika republike. Prvo funkcijo v socialistični vladi je zasedal med letoma 1997 in 1999 kot minister za parlamentarne zadeve pod premierstvom Antónia Guterresa. V Guterresevem drugem mandatu je od leta 1999 do 2002 opravljal funkcijo ministra za pravosodje. Koordiniral je organizacijo svetovne razstave Expo '98 v Lizboni.
Na parlamentarnih volitvah leta 2002 je bil Costa izvoljen za poslanca iz okrožja Leiria, po porazu Socialistične stranke na teh volitvah pa je postal vodja stranke v opoziciji. Med afero spolne zlorabe otrok »Casa Pia« leta 2003 se je pojavil na posnetkih prisluškovanj, na katerih naj bi poskušal vplivati na državno tožilstvo, da bi preprečil aretacijo poslanca PS Paula Pedrosa. Leta 2004 je bil izvoljen za poslanca Evropskega parlamenta za Socialistično stranko (PES) in je vodil kandidatno listo po smrti vodilnega kandidata Antónia de Souse Franca. 20. julija 2004 je bil izvoljen za enega od 14 podpredsednikov Evropskega parlamenta. Prav tako je bil član odbora za državljanske svoboščine, pravosodje in notranje zadeve. Kot evropski poslanec je odstopil 11. marca 2005 in postal minister za državo in notranjo upravo v vladi Joséja Sócratesa po nacionalnih volitvah leta 2005.

### Župan Lizbone
António Costa je maja 2007 odstopil z vseh vladnih uradov in postal kandidat svoje stranke za župana Lizbone, glavnega mesta Portugalske. Za župana je bil izvoljen 15. julija 2007 in ponovno v letih 2009 in 2013, vsakič z večjo podporo. Aprila 2015 je odstopil kot župan, medtem ko je že bil generalni sekretar PS in strankin kandidat za predsednika vlade, da bi lahko opravil kampanjo za splošne volitve oktobra 2015.

### Predsednik vlade
Septembra 2014 je Socialistična stranka Costo izbrala za svojega kandidata za predsednika vlade Portugalske na državnih volitvah leta 2015. Na strankarskem glasovanju je dobil skoraj 70 odstotkov glasov in premagal vodjo stranke Antónia Joséja Segura, ki je po izidu napovedal svoj odstop. Do aprila 2015 je Costa odstopil z mesta župana.
Med kampanjo se je Costa zavezal, da bo omilil varčevanje in gospodinjstvom vrnil več razpoložljivega dohodka. Predlagal je povečanje dohodkov, zaposlovanja in rasti, da bi zmanjšali proračunske primanjkljaje, hkrati pa odpravili varčevalne ukrepe in znižali davke za srednji in nižji razred, pri čemer je trdil, da bi to še vedno omogočilo zmanjšanje primanjkljajev v skladu s konvergenčnimi merili evra. Prav tako se je zavezal, da bo razveljavil izjemno nepriljubljen dvig davka na dodano vrednost za restavracije in ponovno uvedel nekatere ugodnosti za javne uslužbence.
4. oktobra 2015 je bila konservativna koalicija Portugalska naprej, ki je državi vladala od leta 2011, prva na volitvah z 38,6 odstotka glasov, medtem ko je bila Socialistična stranka (PS) druga z 32,3 odstotka. Passos Coelho je bil naslednje dni ponovno imenovan za predsednika vlade, vendar je António Costa sklenil zavezništvo z drugimi strankami na levici (Levim blokom, portugalsko komunistično stranko in ekološko stranko "Zeleni"), ki so skupaj predstavljale večino v parlamentu, in 10. novembra strmoglavil vlado. Prredsednik Cavaco Silva je nato 24. novembra izbral Costo za novega premierja Portugalske, funkcijo pa je prevzel 26. novembra.
7. novembra 2023 je Costa odstopil po preiskavi, v katero so bili vpleteni ministri njegove vlade. Preiskava se je navezovala na domnevno korupcijo in zlorabe pri upravljanju projektov rudarjenja litija in vodika v državi. Portugalski predsednik se je odločil razpustiti parlament in razpisal predčasne volitve, ki so potekale 10. marca 2024. 2. aprila 2024 ga je na položaju nasledil Luís Montenegro.

### Predsednik Evropskega sveta
Po volitvah v Evropski parlament leta 2024 je bil Costa obravnavan kot glavni kandidat za predsednika Evropskega sveta. Na to mesto je bil izvoljen 27. junija 2024. Svoj mandat je začel 1. decembra 2024.

## Zasebno
Leta 1987 se je Costa poročil z učiteljico Fernando Mario Gonçalves Tadeu. Imata sina in hčer. Costa ima tudi čezmorsko državljanstvo Indije.
Je navijač nogometnega kluba S.L. Benfica, pogosto si je med županovanjem Lizboni ogledal njihove tekme. Benfico je spremljal tudi v obeh finalih Evropske lige UEFA, leta 2013 in 2014.